# توهیب جیمو
توهیب جیمو (انگلیسی: Toheeb Jimoh؛ زادهٔ ۱۵ آوریل ۱۹۹۷) بازیگر نیجریه‌ای‌تبار اهل بریتانیا است. وی از سال ۲۰۱۹ میلادی تاکنون مشغول فعالیت بوده‌است.
از فیلم‌ها یا برنامه‌های تلویزیونی که وی در آن نقش داشته‌است، می‌توان به گزارش فرانسوی و تد لاسو اشاره کرد. وی بابت ایفای نقش در سریال تد لاسو نامزد دریافت جایزهٔ امی ساعات پربیننده شد.